# Cabonne Shire
Koordinaten: 33° 6′ S, 148° 51′ O

Cabonne Shire ist ein lokales Verwaltungsgebiet (LGA) im australischen Bundesstaat New South Wales. Das Gebiet ist 6.022,3 km² groß und hat etwa 13.800 Einwohner.
Cabonne liegt in der Region Central West des Staates etwa 290 km westlich der Metropole Sydney und 285 km nördlich von Canberra. Das Gebiet umfasst 56 Ortsteile und Ortschaften, darunter Baldry, Boree, Borenore, Cargo, Cudal, Cumnock, Manildra, Molong, Nashdale, Ophir, Toogong, Yeoval und Teile von Canowindra, Eugowra und Spring Hill. Der Sitz des Shire Councils befindet sich in der Stadt Molong im Zentrum der LGA, wo etwa 2.600 Einwohner leben.
Cabonne Shire umschließt fast vollständig das Gebiet der LGA von Orange City.

## Verwaltung
Der Cabonne Council hat neun Mitglieder, die von den Bewohnern der LGA gewählt werden. Cabonne ist nicht in Bezirke untergliedert. Aus dem Kreis der Councillor rekrutiert sich auch der Mayor (Bürgermeister) des Councils.
Bis 2008 war das Shire in sechs Wards aufgeteilt und es wurden 12 Councillor gewählt (je zwei Councillor aus Goobang, Yuranigh, Canobolas, Belubula, Ophir und Nangar Ward). Diese sechs Bezirke waren unabhängig von den Ortschaften festgelegt. Zur Wahl 2012 wurden die Wards aufgelöst und es gab eine übergreifende Kandidatenliste. 2021 wurde die Zahl der Councillor um drei reduziert.